# Геромен
Геромен (др.-греч. Ἡρομένης; IV век до н. э.) — знатный линкестиец, казнённый при восшествии на трон Александра Македонского.

## Биография
Отцом Геромена был Аэроп, которого Шифман И. Ш. назвал «линкестийским царём». Братьями Аэропа были Аррабей и Александр.
После гибели в 336 году до н. э. македонского царя Филиппа II сложилась ситуация, когда на трон могло притязать несколько претендентов, в том числе Геромен со своими братьями. Не случайно Плутарх отметил, что «вся Македония таила в себе опасность, тяготея к Аминте и сыновьям Аэропа». По замечанию Ф. Шахермайра, по-видимому, правители Линкестиды поддерживали дружеские связи с отстранённым в своё время от власти наследником Пердикки III.
Для устранения Геромена и Аррабея было использовано обвинение, что они приняли участие в убийстве Филиппа и действовали по поручению персов. Как заключил Ф. Шахермайр, неизвестно, сразу или впоследствии сыновей Аэропа признали пособниками персов. Оба брата по приговору войскового собрания были казнены у могилы Филиппа; в живых остался только Александр Линкестиец, который первым признал новым царём своего тёзку. По словам Шифмана И. Ш., ответить на вопрос, в какой мере выдвинутые обвинения соответствовали действительности, по материалам изучения сохранившихся источников не представляется возможным. Но эти казни позволяли Александру Македонскому отвести подозрения и выказать себя в роли мстителя за убитого отца. По убеждению Шофмана А. С., в лице владык Линкестиды, лишённых Филиппом политической самостоятельности, выступила старая родовая верхнемакедонская знать, надеявшаяся со смертью царя разрушить сложившееся государство и восстановить прежнюю самостоятельность отдельных племён. В этом проявили большую заинтересованность и различные силы далеко за пределами страны, надеявшиеся, чтобы на месте единой сильной Македонии «лежала бессильная, раздираемая политической борьбой земля».